# Philotoceraeus
Philotoceraeus är ett släkte av skalbaggar. Philotoceraeus ingår i familjen långhorningar.
Kladogram enligt Catalogue of Life:
| Philotoceraeus | \| \| Philotoceraeus descarpentriesi \| \| \| \| \| \| Philotoceraeus visendus \| \| \| \| |
|                | \| \| Philotoceraeus descarpentriesi \| \| \| \| \| \| Philotoceraeus visendus \| \| \| \| |
|                | Philotoceraeus descarpentriesi                                                             |
|                |                                                                                            |
|                | Philotoceraeus visendus                                                                    |
|                |                                                                                            |